# 66. ceremonia wręczenia nagród Gildii Amerykańskich Reżyserów
66. ceremonia wręczenia nagród Gildii Amerykańskich Reżyserów odbyła się 25 stycznia 2014 r.  w Hyatt Regency Century Plaza, w Century City w stanie Kalifornia.

## Laureaci i nominowani
Laureaci nagród wyróżnieni są wytłuszczeniem

### Film

#### Film fabularny
Alfonso Cuarón – Grawitacja
- Paul Greengrass – Kapitan Phillips
- Steve McQueen – Zniewolony. 12 Years a Slave
- David O. Russell – American Hustle
- Martin Scorsese – Wilk z Wall Street

#### Film dokumentalny
Jehane Noujaim – The Square
- Zachary Heinzerling – Cutie and the Boxer
- Joshua Oppenheimer – Scena zbrodni
- Sarah Polley – Stories We Tell
- Lucy Walker – The Crash Reel – jazda życia

### Telewizja

#### Serial dramatyczny
Vince Gilligan – Breaking Bad za odcinek pt.: „Felina”
- Bryan Cranston – Breaking Bad za odcinek pt.: „Blood Money”
- David Fincher – House of Cards za odcinek pt.: „Chapter 1”
- Lesli Linka Glatter – Homeland za odcinek pt.: „The Star”
- David Nutter – Gra o tron za odcinek pt.: „The Rains of Castamere”

#### Serial komediowy
Beth McCarthy-Miller – Rockefeller Plaza 30 za odcinek pt.: „Hogcock!/Last Lunch”
- Mark Cendrowski – Teoria wielkiego podrywu za odcinek pt.: „The Hofstadter Insufficiency”
- Bryan Cranston – Współczesna rodzina za odcinek pt.: „The Old Man & the Tree”
- Gail Mancuso – Współczesna rodzina za odcinek pt.: „My Hero”
- Anthony Rich – Teoria wielkiego podrywu za odcinek pt.: „The Love Spell Potential”

#### Miniserial lub film telewizyjny
Steven Soderbergh – Wielki Liberace
- Stephen Frears – Muhammad Ali's Greatest Fight
- David Mamet – Phil Spector
- Beth McCarthy-Miller i Rob Ashford – The Sound of Music Live!
- Nelson McCormick – Zabić Kennedy’ego

#### Program dla dzieci
Amy Schatz – An Apology to Elephants
- Stephen Herek – Jinxed
- Jeffrey Hornaday – Teen Beach Movie
- Jonathan Judge – Swindle
- Adam Weissman – Nadzdolni za „influANTces"

#### Rozmaitości/wywiady (Talk-show)/programy informacyjne/programy sportowe – nadawane regularnie
Don Roy King – Saturday Night Live za „Host: Justin Timberlake”
- Dave Diomedi – Late Night with Jimmy Fallon za „#799”
- Andy Fisher – Jimmy Kimmel Live! za „#13-1810”
- Jim Hoskinson – The Colbert Report za „#10004”
- Chuck O’Neil – The Daily Show za „#19018”

### Romaitości/Wywiady (Tolk-show)/programy informacyjne/sport – wydania specjalne programów
Glenn Weiss – 67th Tony Awards
- Louis C.K. – Louis C.K.: Oh My God
- Joel Gallen–2013 Rock and Roll Hall of Fame Induction Ceremony
- Louis J. Horvitz – 55th Grammy Awards
- Don Mischer – 85th Academy Awards

#### Programyreality show
Neil P. DeGroot – 72 Hours za odcinek „The Lost Coast”
- Matthew Bartley – The Biggest Loser za odcinek „1501”
- Paul Starkman – Top Chef za odcinek „Glacial Gourmand”
- J. Rupert Thompson – The Hero za odcinek „Teamwork”
- Bertram van Munster – The Amazing Race za odcinek „Beards in the Wind"

#### Reklamy
Martin de Thurah
- Fredrik Bond
- John X. Carey
- Noam Murro
- Matthijs van Heijningen